# Heimatfilm
Heimatfilm (ty. "hjemstavnsfilm") er en tysk/østrigsk filmgenre, der beskriver en forgangen verden, hvor venskab, kærlighed, familie og livet i landsbyfællesskabet er centrale værdier. Handlingen, som gerne udspiller sig i de østrigske, bayerske eller schweiziske bjerge, er enkel og ligetil.
På mange måder udfylder de tyske Heimatfilm den samme niche som de danske Morten Korch-film; der er også ligheder med den amerikanske western.

## Kendetegn ved Heimatfilm
Som genre kendetegnes Heimatfilm ved uberørte landskaber, såsom græsgange, dale og bjergskråninger. I forgrunden står traditioner, folkedragter og folkemusik.
Heimatfilm havde sin blomstringstid i 1950'erne. Kulturelt kan Heimatfilm ses som svar på store udfordringer; dels anden verdenskrigs ødelæggelser, dels nazismens forbrydelser og misbrug af hjemstavnen og traditionen. Også de sociale følger af anden verdenskrig – splittede familier samt tab af autoritet og værdier – blev bearbejdet med idylliske modbilleder. Centralt i Heimatfilm står autoritetspersoner som lægen, skovrideren eller præsten. Der er ingen tvivl om hvem der er de gode eller de onde og handlingen er forudseelig.
Willi Höfig nævner i sit standardværk om Heimatfilm følgende kendetegn for genren:
- Landskaber, der ikke er ødelagt af anden verdenskrig:
  - Højfjeldet
  - Niederbayern og Alpernes forland
  - Hede- og moseområder
  - Nordtyskland
  - Salzburgerland og Salzkammergut
  - Donaus bredder, Wachau, Niederösterreich, Burgenland
  - Bodensøen og Schwarzwald
  - Rhin- und Moselområdet
- Kulturelle modsætninger
  - Modsætningen mellem by og land
  - Modsætningen mellem tradition og fornyelse
  - Modsætningen mellem gammel og ung
  - Stamme- og racemodsætninger
- Sociale miljøer
  - Land- og landsbymiljø
  - Feriemiljø
- Typiske handlingsforløb:
  - Redning af den arvede gård
  - Erhvervsmæssig konkurrence
  - Krydsende ægteskabsplaner
  - Hesteavl
- Typiske Personer og Persongrupper:
  - Feriegæster
  - Sociale Randgrupper: Flygtninge, besættelsessoldater, sigøjnere
  - Krybskytter, smuglere
  - Præster, skovridere og lærere

I begyndelsen af 1960'erne ebbede bølgen af Heimatfilm ud.

## "Moderne" Heimatfilm
Fra midten af 1970'erne fremkom nye Heimatfilm, der uforskønnet forsøgte at beskrive forholdene i bjerg- og landbrugsområderne, instrueret bl.a. af Dieter Berner, Jo Baier, Joseph Vilsmaier, Stefan Ruzowitzky og Xaver Schwarzenberger.